# Cattedrale di Le Havre
La cattedrale di Nostra Signora (in francese: Cathédrale Notre-Dame du Havre) è il principale luogo di culto cattolico di Le Havre, nel dipartimento della Senna Marittima. La chiesa, sede del vescovo di Le Havre, è monumento storico di Francia dal 1919.